# Магнезијум хлорид
Магнезијум хлорид - је неорганско хемијско једињење, које се убраја у најзначајније соли магнезијума. Његова молекулска формула је MgCl2. Ово једињење има релативну молекулску масу 95.22 u.
Особине: 
- безбојни кристали
- веома се добро раствара у води
- густина: 2,32 ³
- температура топљења: 714 °
- температура кључања: 1412° (1685 )
- из водених раствора се издваја у облику хексахидрата  густине 1,57 g/cm³, који се разлаже преко 117 °.

Добијање
- добија се из карналита
- загревањем MgCl2 ·  у атмосфери гасовитог хлороводоника
- деловањем хлороводоничне киселине на магнезијум карбонат, магнезијум хидроксид, магнезијум оксид или метални магнезијум

## Употреба
Магнезијум хлорид се користи у производњи текстила и папира.
У медицини, магнезијум хлорид се може, као и друге растворне соли магнезијума, примењивати као лаксанс. Делује повећавањем осмолалности цревног садржаја што доводи до смањене апсорпције воде, и убрзаног проласка садржаја кроз танко црево. Повећан волумен садржаја који доспева у дебело црево и колон узрокује њихову дистензију фаворизујући дефекацију. Од узете количине веома мала фракција се апсорбује из црева, али се примена избегава код пацијената са смањеним бубрежним клиренсом. Примена соли магнезијума је контраиндикована код терапије тетрациклинима јер значајно смањује њихову биорасположивост.